# Адамово (Дзялдовський повіт)
Адамово (пол. Adamowo) — село в Польщі, у гміні Лідзбарк Дзялдовського повіту Вармінсько-Мазурського воєводства.
Населення — 100 осіб (2011).
У 1975-1998 роках село належало до Цехановського воєводства.

## Демографія
Демографічна структура станом на 31 березня 2011 року:
|          | Загалом | Допрацездатний вік | Працездатний вік | Постпрацездатний вік |
| -------- | ------- | ------------------ | ---------------- | -------------------- |
| Чоловіки | 46      | 7                  | 33               | 6                    |
| Жінки    | 54      | 8                  | 27               | 19                   |
| Разом    | 100     | 15                 | 60               | 25                   |